# Trésor de Rougga
Vous lisez un « bon article » labellisé en 2021.
Le trésor de Rougga est un trésor datant du VIIe siècle qui a été découvert à Rougga en Tunisie en 1972. Constitué d'un ensemble de pièces d'or romaines, il est conservé au musée de Mahdia.
Ce trésor fouillé méthodiquement et entièrement préservé a été étudié à la fois sur les plans historique, archéologique et numismatique.
Contemporain du « premier raid de l'armée musulmane » de 647, préalable à la conquête musulmane du Maghreb, ce trésor, par les conditions de sa découverte, sa datation et le lien qu'il permet d'établir avec des événements cités dans les sources littéraires, est, selon Hédi Slim, « organiquement lié à l'une des dates charnières de l'histoire de l'Afrique du Nord ».

## Localisation
Le site archéologique de Rougga dit Henchir Inchilla, situé à treize kilomètres au sud-est d'El Jem, l'antique Thysdrus, est étendu sur plusieurs centaines d'hectares.
Il est situé entre Thysdrus et Usilla, sur un « plateau argilo-sableux très dénudé ».

## Histoire et redécouverte

### Découverte
Le site a été fouillé en 1970, puis de 1971 à 1974, par une équipe franco-tunisienne,.
Les fouilles sont menées par l'Institut national d'archéologie de Tunis et l'Institut d'archéologie méditerranéenne d'Aix-en-Provence. Les saisons de fouilles portent sur l'étude du forum qui a livré des vestiges d'escargotières de l'Épipaléolithique ainsi que d'une installation néo-punique. Le forum qui mesure, selon les fouilleurs, 85 mètres sur 56 mètres, est muni d'un portique large de plus de 7 mètres.
Le trésor est découvert le 13 octobre 1972 dans une cruche en céramique dissimulée contre le mur, sous une dalle du forum de Rougga, dans une cache de 20 centimètres de diamètre sur 50 centimètres de profondeur. La poterie contenant le trésor intègre par la suite le dépôt archéologique d'El Jem.
L'importance du trésor est due en particulier à la qualité de la fouille réalisée, et du fait qu'il est complet, « autant [...] par sa valeur propre et par sa portée historique [...] [c'est] incontestablement l'un des plus importants jamais retrouvés en Tunisie » selon l'expression de Slim au début des années 2000. Avec cette découverte archéologique, « on est [...] placé en terrain sûr pour en étudier l'apport historique ».

### Histoire

Empire byzantin vers 650.

La ville de Bararus municipium est présente sur la table de Peutinger. Des vestiges préhistoriques et néo-puniques des IIe et Ier siècles av. J.-C. y ont été trouvés. Elle est le « centre administratif des bourgades avoisinantes » et entourée de « hameaux et exploitations rurales ». Un évêque y officie à la fin du Ve siècle. Au VIIe siècle, l'exarchat de Carthage est réputé très riche, ce qui a pu aiguiser les appétits des éventuels envahisseurs,.
Le premier raid musulman dans la région, qui date de « l'an 27 de l'hégire » (année 647 du calendrier grégorien), s'abat sur Sbeïtla, capitale de l'usurpateur, le patrice Grégoire, mais avec des conséquences pour les alentours de Thysdrus, puisque « ces premiers coups de boutoir [...] ont ouvert la voie au triomphe de l'islam ».
Les témoignages archéologiques sont précieux car l'époque était auparavant surtout connue par des historiens arabes postérieurs aux faits, dont Ibn 'Abd al-Hakam mort en 871, et d'autres encore plus tardifs car datés du XIe au XIVe siècle. Les sources écrites sont accusées d'être soit trop brèves soit emplies d'éléments légendaires. Pour Ibn 'Abd al-Hakam, l'essentiel est de narrer la conquête de l'Égypte et des éléments de jurisprudence ; cette « tendance à l'imprécision semble générale ». Les récits maghrébins ou andalous ont été perdus. Les textes tardifs fournissent beaucoup plus de détails que les textes plus anciens, en particulier les récits d'Ibn al-Athîr qui, même s'il ne cite pas ses sources, « propose la version la plus vraisemblable concernant les événements vécus par la Tunisie au terme de la bataille de Sbeïtla ».

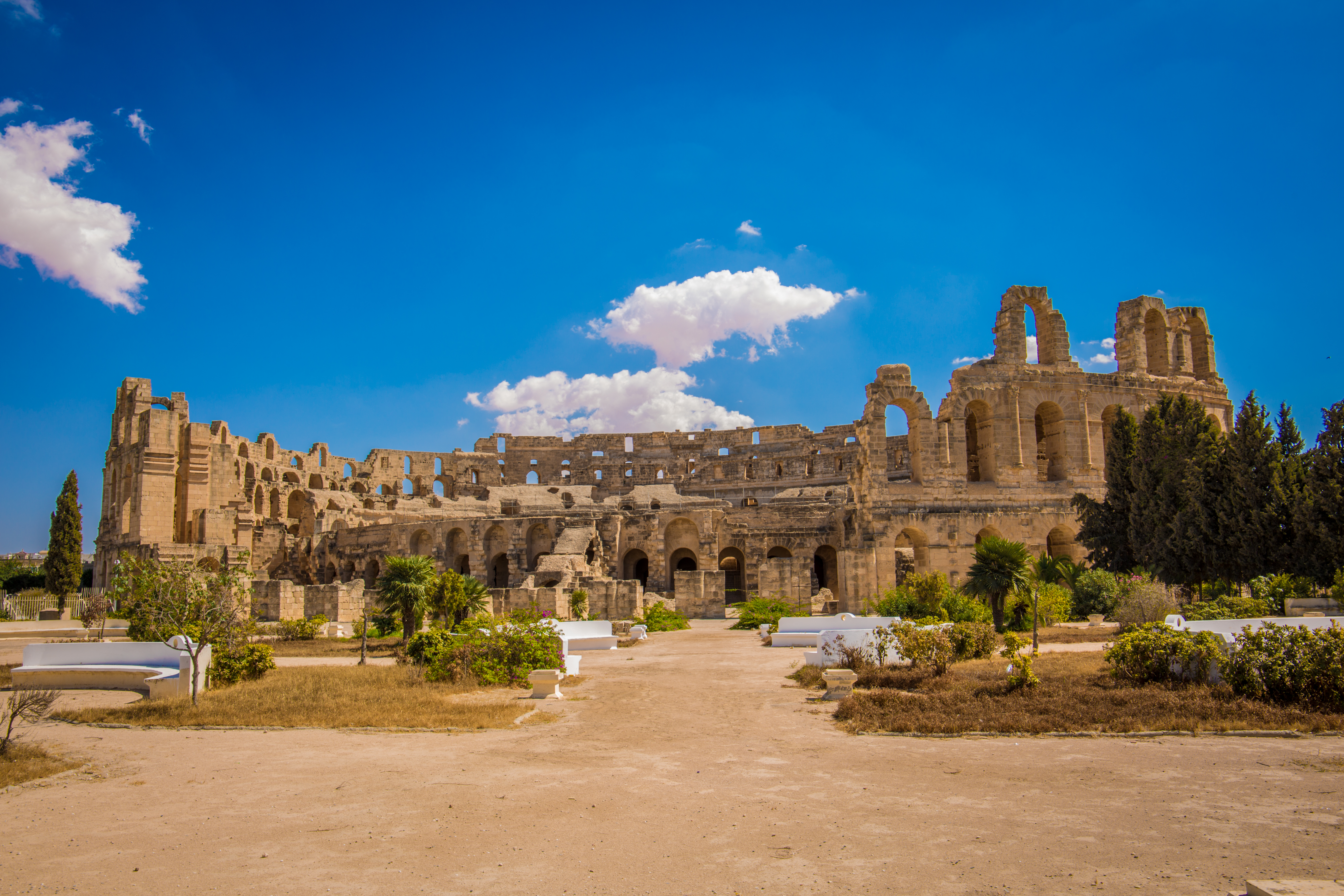
Vue générale de l'extérieur de l'amphithéâtre d'El Jem.

Le circuit des envahisseurs est inconnu tout comme le lieu de la bataille ou les « zones touchées par les razzias ». Les envahisseurs parviennent à prendre la forteresse d'El Jem. Les Byzantins paient un tribut (2 500 000 dinars selon al-Athîr) pour obtenir le départ des troupes arabes qui en tirent « un butin fabuleux, témoin des immenses richesses accumulées dans la province ». L'expédition a duré « près de quinze mois », avec des raids dans la région de Gafsa ou au nord-ouest de Sbeïtla, puis une reprise de l'offensive contre les troupes de Byzance, dont les populations étaient menées par « l'affolement et la panique ». L'amphithéâtre d'El Jem a été un lieu de défense, comme en témoignent les aménagements des arcades du rez-de-chaussée « soigneusement bouchées », et sert d'abris aux « débris de l'armée byzantine et [aux] autres fugitifs » devant lequel les envahisseurs font le siège. Les Arabes, qui avaient dû faire face à des problèmes logistiques comme l'alimentation en eau, ont pu compter sur les citernes de Rougga, situées non loin de là, qui pouvaient contenir 7 600 m3.

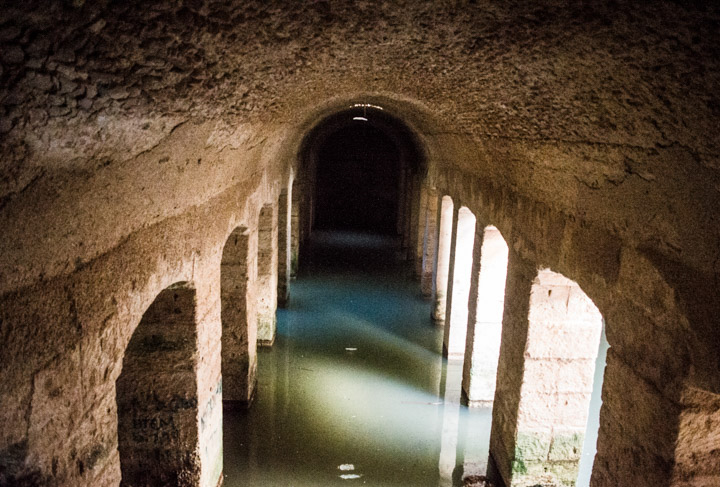
Vue intérieure d'une des deux citernes romaines de Rougga.

De manière générale « [l]es trésors enfouis sont [...] le reflet et l'illustration de secousses engendrées par des événements graves ». L'étude numismatique permet de faire avancer la recherche mais, sur une dizaine de découvertes, la seule qui soit complète et dont on connaisse le contexte est le trésor de Rougga. Le trésor est enfoui entre 647 et 648 sur le site de l'ancien forum de la cité de Bararus, l'actuelle Henchir Rougga.
Ce forum, détruit au Bas-Empire comme de nombreux édifices de la ville, est recouvert de gravats et un habitat s'y installe à l'époque byzantine, à cinquante centimètres au-dessus du pavement. Des pièces sont aménagées sur l'emplacement du côté sud du portique. Le site de Rougga comportait un fortin byzantin avec les ruines du forum ; le trésor a pu être enfoui lors du raid sur la cité et son propriétaire « a pu être emporté par le tourbillon des événements ». Le raid sur Rougga n'est que l'un de ceux menés dans la région et témoigne de la faiblesse du système de défense des Byzantins et in fine de l'accord au tribut payé.

## Description

### Description générale

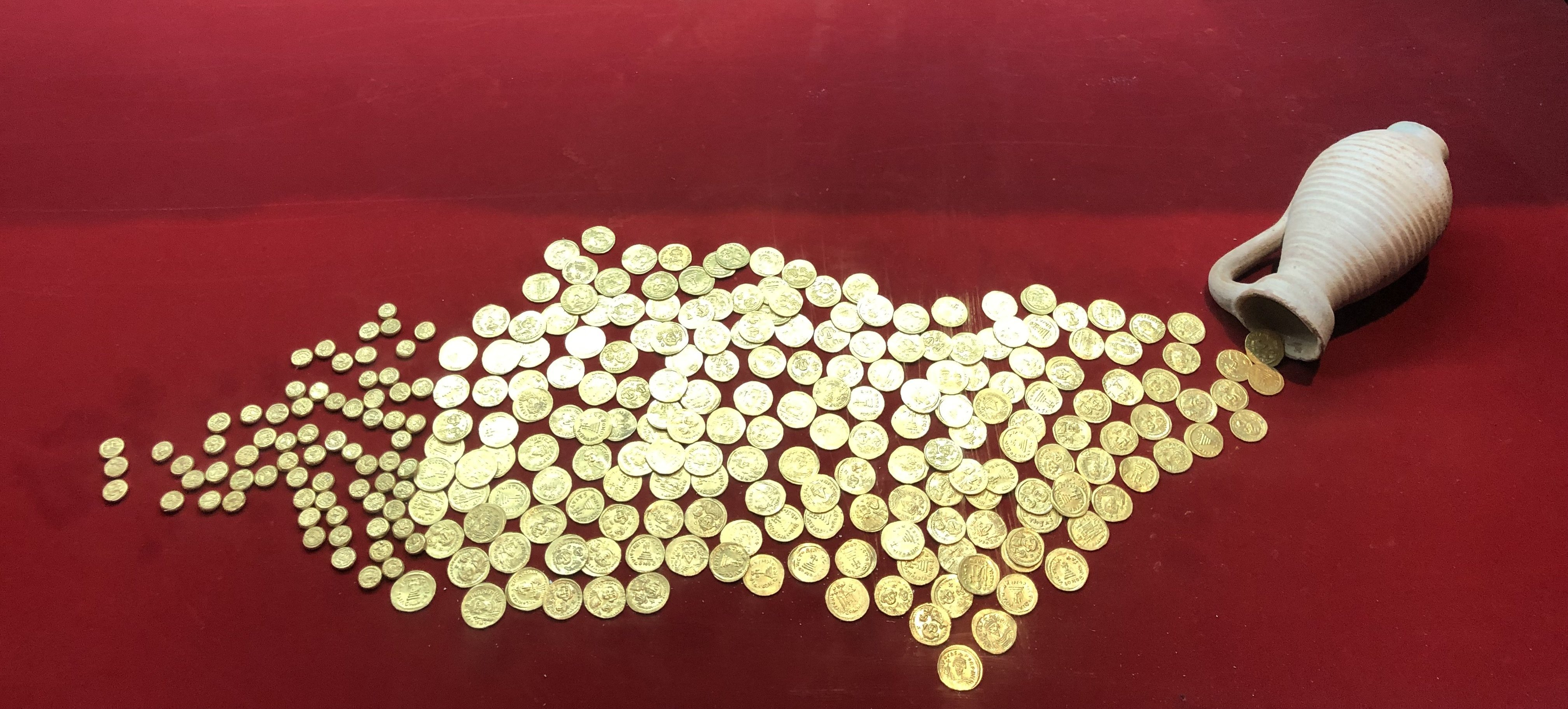
Présentation du trésor avec la cruche en céramique qui le contenait. À gauche, des solidi globulaires, de petit diamètre.

Le trésor a été retrouvé dans une cruche de terre cuite avec un bouchon de céramique scellé avec du plâtre. Il est composé de 268 pièces de monnaie, des solidi.
Les pièces ont été frappées à Constantinople (194 exemplaires), Carthage (70 exemplaires) et Alexandrie (deux exemplaires) et leur poids est situé entre 4,278 et 4,534 grammes (le poids théorique du solidus est de 4,55 grammes). La masse totale du trésor est de 1 185,513 grammes, soit 263 solidi. La différence de masse est due au frai — l'usure — ou à des retraits de métal, soit pour frauder, soit pour adapter les pièces aux conditions économiques locales. Les monnaies frappées à Carthage sont plus légères et celles de Constantinople de moindre qualité numismatique, en raison de l'usure provoquée par leur circulation.
Les monnaies de Carthage ont une forme particulière, dite globulaire, plus épaisse et de moindre diamètre que les monnaies de Constantinople, tout en ayant le même titre et le même poids nominal, donc la même valeur. Cette technique locale de fabrication requiert moins de force pour la frappe et dispense de préparation préalable du flan, ce qui a pour conséquence une usure moins rapide des coins monétaires et une productivité accrue de l'atelier carthaginois.

### Composition du trésor
Les pièces de monnaie se répartissent entre les règnes de Maurice, Phocas, Héraclius et Constant II (582-602 et 646-647), et deux globules les plus récents datent de la cinquième indiction (1er septembre 646-31 août 647). Le catalogue montre une très grande diversité (y compris à l'intérieur des différents types monétaires) au niveau graphique mais aussi dans les abréviations utilisées qui sont des reflets des rapports politiques et religieux de l'époque.
| Empereur              | Nombre de pièces de monnaie |
| --------------------- | --------------------------- |
| Maurice (582-602)     | 1                           |
| Phocas (602-610)      | 83                          |
| Héraclius (610-641)   | 120 ou 121                  |
| Constant II (641-668) | 64 ou 63                    |

L'exemplaire de la pièce de Maurice est d'un type datable de 592 et frappé à Constantinople. Ce type monétaire est frappé jusqu'en 602. Toutes les autres monnaies sont thésaurisées après cette date. L'épargne est considérée comme irrégulière même si elle continue à partir de 602.
Le nombre de pièces de Phocas est en « contradiction flagrante » avec le contexte politique qui précède l'accession au pouvoir d'Héraclius, l'Afrique étant dissidente après la révolte de l'exarque et des frappes importantes ayant lieu à Carthage avec une représentation du prétendant au trône.
69 monnaies d'Héraclius ont été frappées à Constantinople entre 616 et 625. Les premières monnaies du règne portent à l'avers un portrait de l'empereur accompagné du prince héritier Héraclius Constantin, au revers un ange ou une croix.
Le nombre de pièces de Constant II est un indicateur de la grande activité de la production monétaire au début de son règne, après dix à quinze années d'émissions limitées à la fin du règne d'Héraclius. Les monnaies les plus récentes sont contemporaines « de l'enfouissement du trésor ».
Les pièces les plus usées sont les plus récentes. Plus de 72 % des monnaies ne sont pas d'origine locale, ce qui constitue une différence avec les autres découvertes connues, qui comportent une grande majorité de solidi de Carthage.

Monnaies présentes  (images d'illustration)
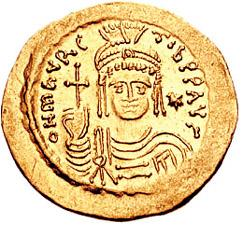
Solidus de Maurice.
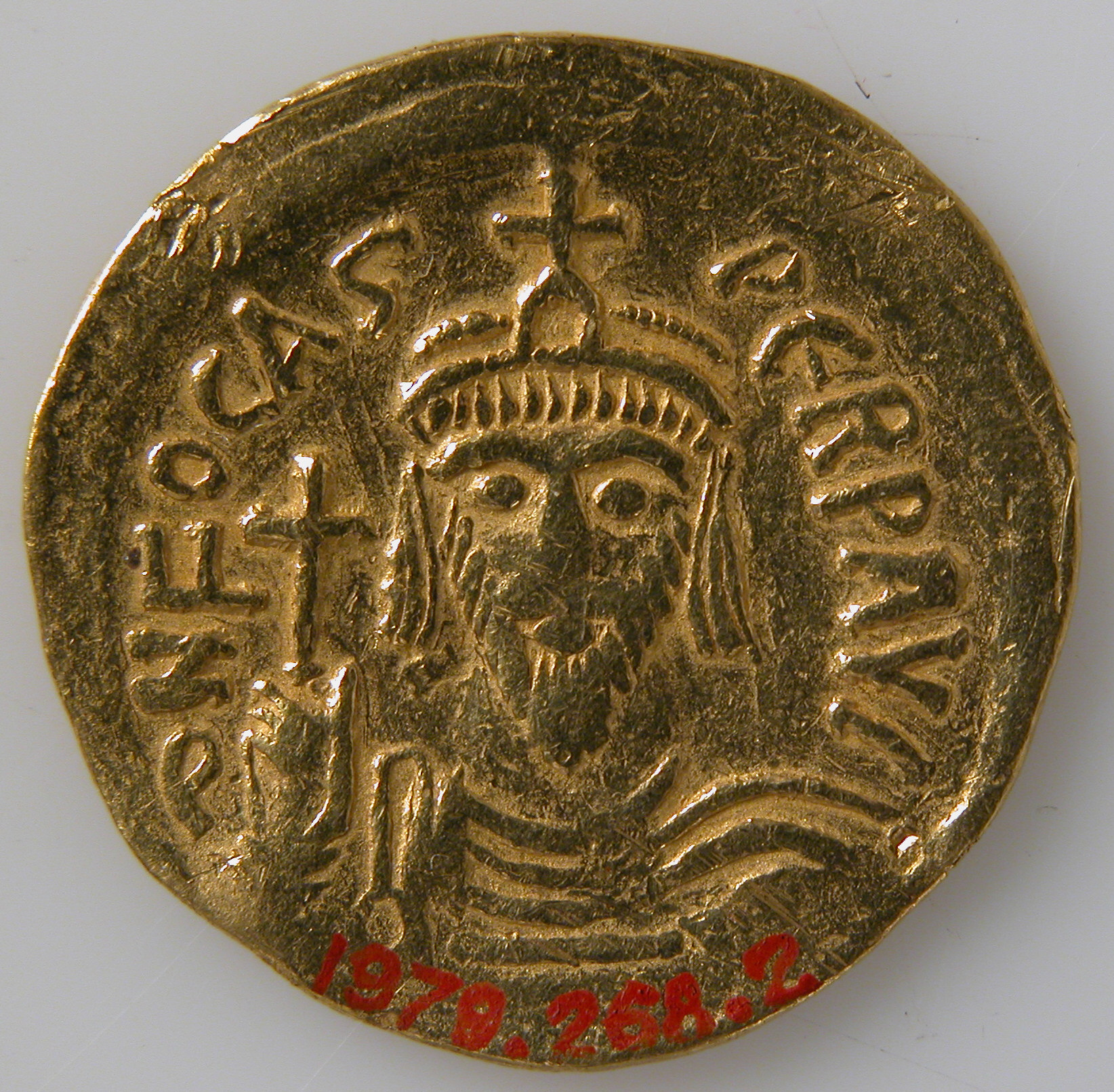
Solidus de Phocas.
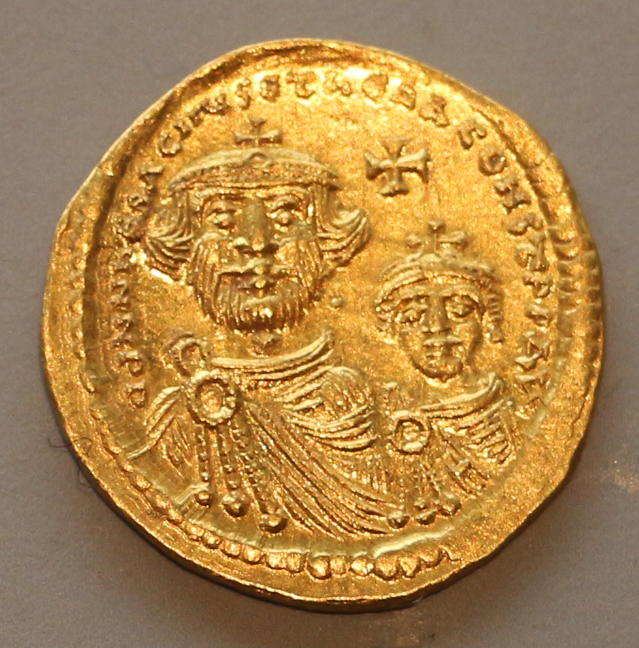
Solidus d'Héraclius.
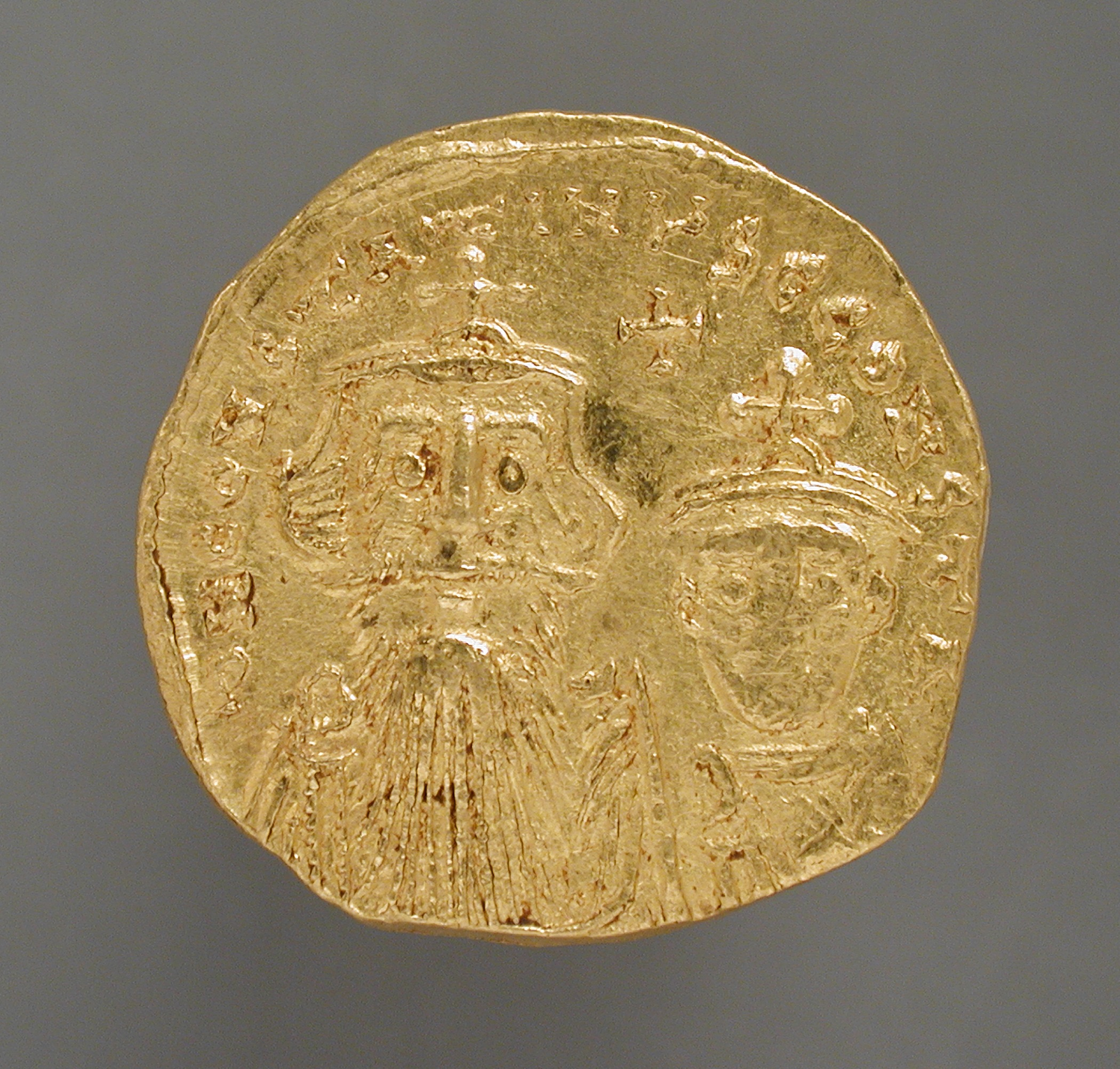
Solidus de Constant II.

## Interprétation

### Confirmation des sources littéraires
Le trésor a « une portée historique tout à fait considérable », avec une tradition littéraire sur les premiers raids arabes et la confirmation archéologique de l'abandon du site.
Les sources littéraires byzantines sont très limitées, les sources arabes se rattachant à quatre traditions, trois du VIIIe siècle et la dernière du IXe siècle qui nous est parvenue intégralement.
Le trésor permet de confirmer les récits d'Ibn al-Athîr et d'autres auteurs, en dépit de leurs défauts. Il a une « valeur scientifique inestimable ».

### Témoignage fiable des conditions économiques duVIIesiècle
Le trésor a été thésaurisé durant les dernières décennies de l'occupation byzantine. La valeur du trésor a été estimée, à partir de documents notariés découverts à Tébessa, au prix de vente de 175 esclaves ou 18 410 oliviers plantés sur 460 hectares.
La composition du trésor est « un témoignage précieux sur la vitalité de la circulation monétaire » juste avant les troubles qui mettent fin à la domination byzantine dans la Tunisie actuelle, et de la persistance de liens avec la capitale de l'empire : ce trésor est soit une caisse d'un commerçant dont les affaires étaient en Orient, soit celle d'un fonctionnaire venant du bassin oriental de la Méditerranée, ou alors une caisse destinée à payer des soldats. La forte production monétaire est un signe de la vitalité économique et de la reprise au début du règne de Constant II. Cette vitalité est peut-être à lier à un rebond à la suite de l'avancée arabe en Cyrénaïque antique en 642 et à Tripoli et Sabratha l'année suivante.
Les circonstances des fouilles sont parfaitement documentées et valides scientifiquement : la stratigraphie est donc fiable, contrairement à d'autres découvertes aux conditions de découverte mal connues et un contenu dont on ignore s'il est complètement parvenu jusqu'à nous. La seule autre découverte d'époque byzantine utilisable a été faite à Thuburbo Majus en 1924.

### Témoignage de l'insécurité des dernières décennies de l'occupation byzantine
La date d'enfouissement, au milieu du VIIe siècle, confirme la tradition d'expédition arabe en Ifriqiya. Le trésor confirme « le climat d'insécurité endémique » et la violence du « premier grand raid musulman ». Les événements précis sont méconnus.
Le premier raid musulman, uniquement de reconnaissance, a eu lieu en 645-646. Le raid de 647, beaucoup plus grave dans ses conséquences, a entraîné de lourds affrontements entre chrétiens et musulmans. La cache du trésor de Rougga est de ce fait contemporaine de l'un de ces deux premiers événements, daté du « premier semestre 647 » du fait de la composition du dépôt. L'enfouissement peut selon Roger Guéry être daté des deux phases de reconnaissance ou des razzias de 647, et a été réalisé dans les ruines de la « phase ultime de l'occupation byzantine du site ».
L'enfouissement est lié au siège d'El Jem et n'est pas « rapporté par des chroniqueurs anciens ». Le trésor nous apprend « l'extension des opérations de guerre à la région d'El Jem-Rougga ». Le site de la cité, détruite sans doute lors du raid, est occupé par la suite par des Berbères sédentaires.

### Classées selon certains ouvrages
- Histoire générale de la Tunisie, vol. I : L'Antiquité

1. 1 2 3 4  Slim et al. 2003, p. 419.

- Les grandes découvertes d'époque romaine

1. 1 2 3 4 5  Slim et Khanoussi 1995, p. 24.

- De Carthage à Kairouan, 2000 ans d'art et d'histoire en Tunisie

1. 1 2 3 4 5 6 7 8  Collectif 1982, p. 196.

- Recherches archéologiques franco-tunisiennes à Rougga. III. Le trésor de monnaies d'or byzantines

1. 1 2 3 4 5  Guéry, Morrisson et Slim 1982, p. 11.
2. ↑  Guéry, Morrisson et Slim 1982, p. 9-11.
3. ↑  Guéry, Morrisson et Slim 1982, p. 9.
4. 1 2 3 4  Guéry, Morrisson et Slim 1982, p. 12.
5. ↑  Guéry, Morrisson et Slim 1982, p. 11-12.
6. ↑  Guéry, Morrisson et Slim 1982, p. 12-13.

- Catalogue

1. ↑  Guéry 1982, p. 61.
2. 1 2 3 4  Guéry 1982, p. 56.
3. 1 2  Guéry 1982, p. 56-57.
4. 1 2 3 4  Guéry 1982, p. 57.
5. 1 2  Guéry 1982, p. 19.
6. 1 2 3  Guéry 1982, p. 55.
7. ↑  Guéry 1982, p. 55-56.
8. ↑  Guéry 1982, p. 28.

- Étude numismatique

1. ↑  Morrisson 1982, p. 73-74.
2. 1 2  Morrisson 1982, p. 60.
3. ↑  Morrisson 1982, p. 73.
4. ↑  Morrisson 1982, p. 74.

- Le trésor de Rougga et l'expédition musulmane de 647 en Ifrikya

1. 1 2  Slim 1982, p. 76.

- Un trésor byzantin témoin du raid musulman de 647

1. 1 2 3 4  Slim 2001, p. 78.
2. ↑  Slim 2001, p. 78-79.
3. 1 2 3  Slim 2001, p. 82.
4. ↑  Slim 2001, p. 79-80.
5. ↑  Slim 2001, p. 82-83.
6. ↑  Slim 2001, p. 83.
7. 1 2 3  Slim 2001, p. 83-84.
8. ↑  Slim 2001, p. 84-85.
9. 1 2 3 4  Slim 2001, p. 85.
10. ↑  Slim 2001, p. 81.
11. ↑  Slim 2001, p. 81-82.

- Bararus (Rougga)

1. 1 2 3 4 5  Guéry et Trousset 1991, p. 1338-1340.

- Annuaire 1974/1975

1. ↑  Collectif 1975, p. 457.

### Autres
1. ↑  Zaher Kammoun, « Les trésors monétaires trouvés en Tunisie », sur zaherkammoun.com, 30 août 2015 (consulté le 23 mars 2020).
2. ↑  Georges Depeyrot, La monnaie romaine : 211 av. J.-C. - 476 apr. J.-C., Paris, Édition Errance, 2006, 212 p. (ISBN 978-2-87772-330-5), p. 167.
3. ↑  Delamare, Montmitonnet et Morrisson 1984, p. 17 et 25.
4. ↑  Delamare, Montmitonnet et Morrisson 1984, p. 27.